# Ferdinand von Werden
Ferdinand von Werden (bis 1937 amtlich Vonwerden; * 25. Juli 1880 in Landshut; † 10. April 1948 in Eichstätt) war ein deutscher katholischer Priester und Hochschullehrer für Kunstgeschichte an der Hochschule Eichstätt. Er war Geistlicher Rat.
Seine wichtige Leistung liegt in der Restaurierung des Doms zu Eichstätt in den Kriegsjahren 1939–45. Er war ein enger Kollege von Matthias Ehrenfried, dem Bischof von Würzburg ab 1924 und NS-Gegner. Im November 1933 unterzeichnete von Werden das Bekenntnis der deutschen Professoren zu Adolf Hitler. 1935 entwarf er das Wappen für den Eichstätter Bischof Michael Rackl.

## Schriften
- Tagebücher zur Restaurierung des Domes zu Eichstätt 1938–1945. Wiesbaden, Harrassowitz, 1999
- Das Wappen des Bischofs Johannes Michael von Eichstätt. Eichstätt, Brönner, 1935